# Radhakant Bajpai
Radhakant Bajpai é um indiano famoso por ter o maior pelo de orelha do mundo, com 25 cm, tendo sido reconhecido pelo Guinness Book pela primeira vez em 2003.

## Biografia
Radhakant Bajpai trabalha como vendedor e vive em Uttar Pradesh, na Índia. Bajpai cultiva seus pelos desde seus 18 anos de idade, lavando-os com xampu de ervas e penteando-os diligentemente. Considera-os sinal de sorte e prosperidade. Contudo, sua esposa já teria feito inúmeros pedidos para que ele desse um fim a essa peculiar característica. Mantém o recorde desde maio de 2003.